# Центральносуданські мови
Центральний суданська сім'я — налічує близько шістдесяти мов, які були включені в запропоновану Ніло-Сахарську мовну сім'ю. Центральносуданськими мовами розмовляють у таких країнах, як: Центрально-Африканська Республіка, Чад, Південний Судан, Уганда, Конго (ДРК) і Камерун.
Також вони включають в себе пігмейські мови Efé і Asoa.

## Класифікація
|  | Мангбету (2–3)     |
|  |                    |
|  | Мангбуту– Лесе (5) |
|  |                    |
|  | Ленду (2–3)        |
|  |                    |
|  | Мору–Маді (10)     |
|  |                    |

|  | Біррі (1) |
|  |           |
|  | Креш (2)  |
|  |           |

|  | Мангбету (2–3)     |
|  |                    |
|  | Мангбуту– Лесе (5) |
|  |                    |
|  | Ленду (2–3)        |
|  |                    |
|  | Мору–Маді (10)     |
|  |                    |

|  | Біррі (1) |
|  |           |
|  | Креш (2)  |
|  |           |

## Зовнішні посилання
Карта Центральної Восточносуданские [Архівовано 24 серпня 2016 у Wayback Machine.]